# Swisscom
Swisscom AG é uma grande empresa de telecomunicações na Suíça.  Sua sede está localizada em Worblaufen perto de Berna. A Confederação Suíça tem 56,94% por cento da Swisscom.  Foi sucessora da empresa suíça de telecomunicações PTT (Post, Telegraph, Telephone).

## História
A ex-estatal PTT (fundada em 1852) foi parcialmente privatizada em etapas a partir de 1988 e tornou-se uma sociedade anônima, com um estatuto jurídico especial em outubro de 1997. A Confederação Suíça detém atualmente 56,94% do capital social. As participação externa em empresas de telecomunicações é limitada a 49,9% do capital social.

Logotipo do PTT, 1982-1993

Em 05 de abril de 2006, o Conselho Federal da Suíça propôs que o parlamento deve-se ser totalmente privatizado tendo suas ações totalmente vendidas. Em 10 de maio de 2006, o Conselho Nacional se recusou a apoiar a proposta. Em 20 de maio de 2006, o Comitê Consultivo do Conselho dos Estados informou o Conselho dos Estados para apoiar a proposta - mas apenas para que ele pudesse ser encaminhada ao Conselho Federal para análise. Atualmente a proposta se encontra em trãmite.
Swisscom anunciou sua nova identidade visual, em 14 de dezembro de 2007. As anteriores sub-marcas Fixnet Swisscom e Swisscom Mobile Solutions deixaram de existir em 1 de janeiro de 2008. Parte da nova identidade inclui um logotipo redesenhado com um elemento de imagem em movimento -. Uma inovação suíça e indústria 